# Estación de Espacio Lejano
La Estación de Espacio Lejano es una estación terrena perteneciente a la Administración Espacial Nacional China que forma parte de la Red de Espacio Profundo de China.
La Estación de Espacio Lejano se ubica al norte de Bajada del Agrio, antes del puente del río Salado sobre la ruta provincial 33, en la denominada Pampa de Pilmatué (Argentina). La estación alberga una antena de 35 metros similar a la utilizada en la Estación de Malargüe de la red ESTRACK de la Agencia Espacial Europea.
Es la primera estación terrena de espacio profundo china construida fuera de su territorio.

## Historia

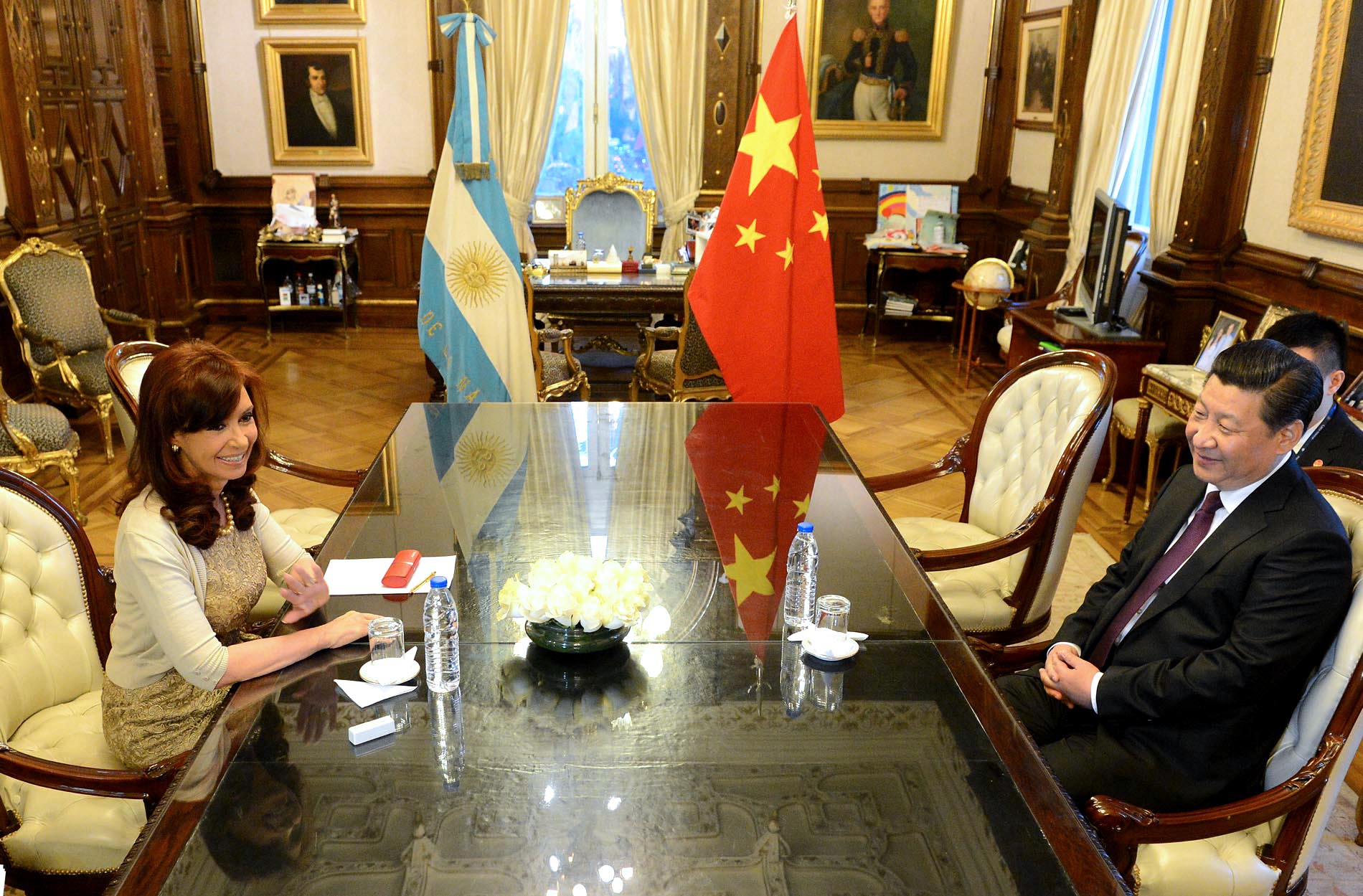
Cristina Fernández de Kirchner y Xi Jinping durante la firma del acuerdo bilateral

En 2010, la Agencia Nacional China de Lanzamiento, Seguimiento y Control General de Satélites (CLTC) se puso en contacto con la Comisión Nacional de Actividades Espaciales (CONAE) para tratar la posibilidad de instalar en Argentina una estación de apoyo para las misiones chinas de exploración espacial. Su construcción fue garantizada en un convenio entre Argentina y China. Fue ratificado por la presidenta argentina Cristina Fernández de Kirchner y su par chino Xi Jinping, donde se concedió 200 hectáreas de la localidad neuquina de Bajada del Agrio por 50 años. Originalmente se planeaba construirla en la provincia de San Juan, pero fue descartado al ser una zona sísmica.
El proyecto recibió dictamen de comisión el 3 de septiembre de 2014. La estación para la observación del espacio lejano implica la llegada de inversiones por 300 millones de pesos; la misma será la tercera de la red china de estaciones para misiones de exploración interplanetaria, con una antena de 35 metros de diámetro e instalaciones asociadas a su observación, que la convierten en la más moderna de las tres. Para el país, tendrá beneficios por parte de CONAE al tener acceso gratuito al 10% de tiempo de uso de la antena para desarrollo de proyectos nacionales y de cooperación regional e internacional, como también la participación argentina en programas de exploración interplanetaria y, mediante esta estación de apoyo, al programa de exploración de la luna y Marte. Se podrán desarrollar actividades con las Universidad Nacional del Comahue y la Universidad Tecnológica Nacional, a partir del uso compartido de la estación. La estación será utilizada también trabajar en proyectos internacionales e invitar a la comunidad internacional a trabajar desde Argentina en la exploración del espacio.
Las obras terminaron en febrero de 2017, y la base comenzó sus operaciones en octubre del mismo año.
Brindó comunicaciones a la sonda Chang'e 4.

## Polémica
Es un proyecto de cooperación intergubernamental con fines pacíficos. Favorecerá la exploración de la luna, que en el caso de China comenzó a hace cinco años. En 2017 queremos llegar a la Luna y hacer la caminata. No entiendo por qué tantos malos comentarios. Generaremos 1500 puestos de mano de obra argentinos. Los técnicos son chinos.
El embajador chino en Argentina, Yan Wanming.

 El proyecto aportaría 300 millones de dólares en inversiones y permite que la CONAE utilice al menos un 10% del tiempo disponible en la estación para el desarrollo de sus proyectos de investigación. Algunos senadores opositores al kirchnerismo acusaron que la estación implicaba una "cesión de soberanía".
Con la llegada de Mauricio Macri a la presidencia argentina en 2015, el plan de la base fue nuevamente ratificado agregando una cláusula prohibiendo su uso militar.
En 2024, en el marco de una visita de Laura Richardson, jefa del Comando Sur de los Estados Unidos, el embajador de ese país Marc Stanley expresó su desconfianza hacia la base, por lo que el gobierno de Javier Milei anunció una "inspección", cambiando luego la expresión por "visita". Tras la misma, la canciller Diana Mondino declaró que "no se pudo identificar si participan civiles o militares porque son todos chinos, son todos iguales".